# 豊崎愛生ファーストコンサートツアー "love your live"
『豊崎愛生ファーストコンサートツアー "love your live"』（とよさきあきファーストコンサートツアー ラブ・ユア・ライブ）は、2011年6月14日、12日、25日に開催された豊崎愛生のライブツアー、およびその模様を収録した映像作品。後者は2011年12月21日にミュージックレインからBlu-ray、DVDが同時発売された。

## 概要
2011年6月25日に開催されたコンサート『豊崎愛生ファーストコンサートツアー "love your live"』の神戸国際会館こくさいホールでの夜公演の模様を収録している。BD版のみ、スクリーンで上映した絵本動画（Picture in Picture映像）を収録している。ステージ自体は森をイメージしており、その世界観に沿った絵本を豊崎が朗読してから曲を歌う形式がとられた。12曲目の「君にありがとう」は、亡き愛犬のために書かれた曲のため、泣きそうになったという。アンコールではエレ子によるアコギ演奏や、Rie fuの「For You」をカバーが行われた後、「春風 SHUN PU」を来場者を含めて歌う形で幕を閉じた。

## バンドメンバー
- 平井武士：Guitar
- 二家本亮介：Bass
- 籠島裕昌：Keyboards
- 杉野寿之：Drums

## 収録内容
| 01       | Hello Allo                         |
| 02       | 春風 SHUN PU                       |
| 03       | Alright                            |
| 04       | 何かが空を飛んでくる               |
| 05       | march                              |
| 06       | Magical Circle                     |
| 07       | パティシエール                     |
| 08       | ぼくを探して                       |
| 09       | カレイドスコープ                   |
| 10       | 片想いのテーマ                     |
| 11       | Dill                               |
| 12       | 君にありがとう                     |
| 13       | love your life                     |
| 14       | ソラソラ☆あおぞら                  |
| 15       | KARA-KURI DOLL                     |
| 16       | Hey Jude                           |
| 17       | ハーモニカ演奏「上を向いて歩こう」 |
| 18       | やさしい気持ち                     |
| 19       | 春風 SHUN PU / LIVE ver.           |
| 特典映像 | making of "love your live"         |